# Oakland (Maryland)
Oakland és una població dels Estats Units a l'estat de Maryland. Segons el cens del 2000 tenia 1.930 habitants.

## Demografia
Segons el cens del 2000, Oakland tenia 1.930 habitants, 787 habitatges, i 447 famílies. La densitat de població era de 353,2 habitants per km².
Dels 787 habitatges en un 25,3% hi vivien nens de menys de 18 anys, en un 43,6% hi vivien parelles casades, en un 9,8% dones solteres, i en un 43,1% no eren unitats familiars. En el 38,8% dels habitatges hi vivien persones soles el 18,7% de les quals corresponia a persones de 65 anys o més que vivien soles. El nombre mitjà de persones vivint en cada habitatge era de 2,09 i el nombre mitjà de persones que vivien en cada família era de 2,75.
Per edats la població es repartia de la següent manera: un 18,5% tenia menys de 18 anys, un 9,4% entre 18 i 24, un 24% entre 25 i 44, un 23,2% de 45 a 60 i un 24,9% 65 anys o més.
L'edat mediana era de 43 anys. Per cada 100 dones de 18 o més anys hi havia 84,2 homes.
La renda mediana per habitatge era de 26.728 $ i la renda mediana per família de 38.750 $. Els homes tenien una renda mediana de 29.625 $ mentre que les dones 21.542 $. La renda per capita de la població era de 16.872 $. Entorn del 13,3% de les famílies i el 19% de la població estaven per davall del llindar de pobresa.

## Poblacions més properes
El següent diagrama mostra les poblacions més properes.